# モビリティーパーク
モビリティーパークは、静岡県伊豆の国市にあるオートキャンプ場。開設時の広さは約11万平方メートル。ニッサン・モータースポーツ・インターナショナルが運営していたが、2006年以降は日産自動車が運営。

## 概要
総合保養地域整備法によるリゾート開発が過熱する1989年11月9日に、4WDオフロードコースやオートキャンプ場の備えた自動車関係リゾートして開設した。その後2013年3月にオフロードコースは放棄され、オートキャンプ場のみ残存している。

## 施設
所在地：静岡県伊豆の国市長者原1445-481
- テントサイト:72区画[2]
- バンガロー：トレーラーデラックス・ヒュッテ・ペット専用タイニーハウスなど[3]
- 共用設備：クラブハウス（売店・シャワールーム・トイレなど有）
- 駐車場：あり

## 交通アクセス
自動車
- 東名高速道路沼津インターチェンジ・新東名高速道路長泉沼津インターチェンジから修善寺道路大仁中央インターチェンジ経由で約40分

電車
- JR宇佐美駅からタクシーで約20分